# Marisa Monte

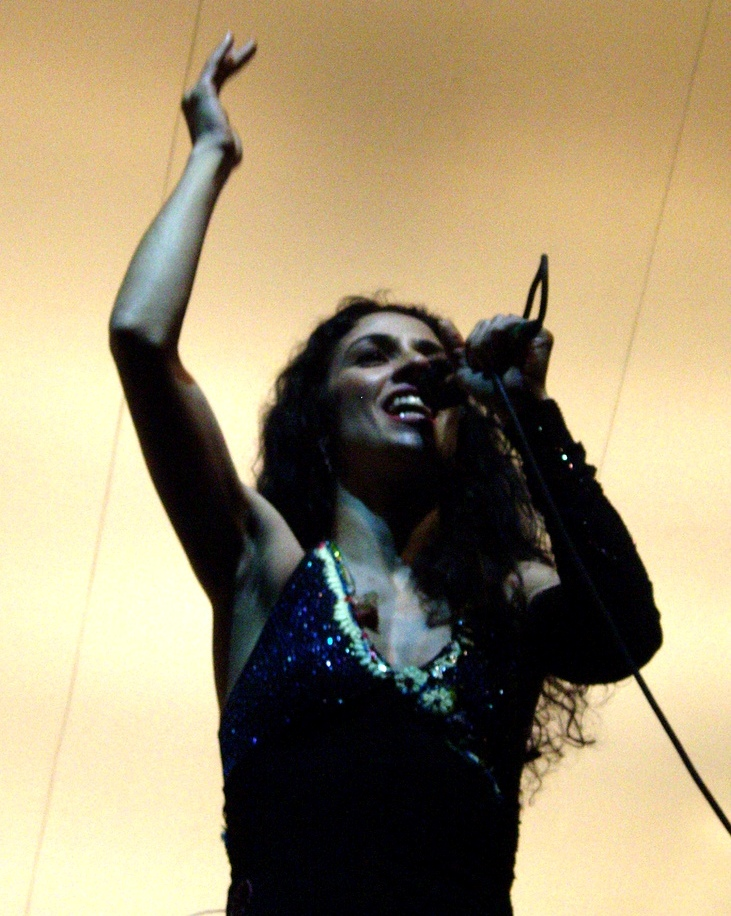
Marisa Monte (2007)

Marisa de Azevedo Monte, född 1 juli 1967 i Rio de Janeiro, är en brasiliansk sångare.
Marisa Monte har vunnit tre Latin Grammy Awards och också flera andra priser, som MTV Video Music Brasilien, Multishow brasilianska musikpris, Paulo Association of Art Critics Award och TIM Musik. 
Marisa Monte har sålt 10 miljoner skivor och dvd-skivor över hela världen.[källa behövs]